# Procedimento d'ingiunzione
Il procedimento di ingiunzione è un procedimento speciale civile disciplinato dal codice di procedura civile italiano, ed è finalizzato ad ottenere soddisfazione delle pretese creditorie. 
Può concludersi con un atto detto decreto ingiuntivo che costituisce titolo esecutivo.
La dottrina (ed in particolare Giuseppe Chiovenda) qualifica il procedimento di ingiunzione quale accertamento con prevalente funzione esecutiva, giacché esso mira appunto ad assicurare la rapida formazione del titolo esecutivo.

## Storia
Storicamente, esso discende dal procedimento monitorio del diritto comune, e infatti, talvolta, lo si trova indicato anche con tale nome (soprattutto nella letteratura giuridica degli anni 1920 e anni 1930). Tale discendenza, tuttavia, non è diretta, giacché il Codice di Procedura Civile del 1865 non lo contemplava affatto: esso fu introdotto dapprima nell'ordinamento delle colonie e poi, nel 1922, estesa a tutto il Regno con una legge la cui paternità va attribuita a Lodovico Mortara, ma che fu salutata da Chiovenda e dalla sua scuola come un primo passo verso la recezione del "flusso giuridico" di importazione austriaca noto con il nome di "oralità". La legge speciale del 1922 fu poi recepita, senza modifiche di rilievo, all'interno del Codice del '40.

## Le fasi
Il procedimento si articola in due fasi:
- Una prima fase, svolta senza contraddittorio (inaudita altera parte) in cui il creditore, previo deposito di ricorso presso la cancelleria del giudice competente ex art. 637 c.p.c., chiede l'emissione di un decreto ingiuntivo allegando una prova scritta a sostegno delle proprie ragioni. Se il ricorso è fondato, il giudice emana il decreto ai sensi dell'art. 641 c.p.c. concedendo al debitore ingiunto un termine di 40 giorni per opporsi al decreto e instaurare un giudizio a contraddittorio pieno; caso contrario, decorso inutilmente il termine, il decreto si consolida e acquista efficacia esecutiva.
- Una seconda, eventuale,  fase di opposizione (art. 645 c.p.c.) in cui si instaura un giudizio di cognizione a contraddittorio pieno, destinata a concludersi con una sentenza che conferma o revoca il decreto ingiuntivo, soggetta a sua volta ai normali mezzi impugnatori.

## Il decreto ingiuntivo
La pronuncia del decreto non avviene in contraddittorio (come invece avviene nel procedimento per convalida di sfratto, dove c'è contraddittorio e si dà la possibilità alla controparte di difendersi prima della pronuncia del provvedimento finale); la parte può opporsi solo dopo l'emissione (notificazione al convenuto) del decreto da parte del giudice. Esso viene generalmente emanato "inaudita altera parte" che indica il fatto che viene emesso senza sentire l'altra parte; la presenza o meno in questa fase del procedimento della controparte non è condizione essenziale per la pronuncia del decreto.

### Requisiti e presupposti
I requisiti per l'ammissibilità del decreto sono fissati dagli artt. 633 e seguenti del codice di procedura civile e sono essenzialmente due più una eventuale:
- Il ricorrente deve vantare un diritto di credito inesausto, necessariamente fungibile, esigibile e costituente una somma. Il credito inoltre deve essere certo e determinato. Questo non significa che possano essere richieste soltanto somme di denaro, potendo essere richiesta qualsiasi prestazione di dare purché certa, accertabile ed esigibile. Non rientrano nel procedimento d'ingiunzione le prestazioni di fare e non fare, la restituzione di beni immobili e in genere l'adempimento di crediti da accertare.
- Deve essere prodotta nel ricorso prova certa e scritta del credito vantato. La prova, non essendoci contraddittorio, non sarà comunque prova legale[non chiaro] e sarà oggetto di libero apprezzamento del giudice. Si richiede la prova scritta perché il carattere sommario e spedito del procedimento necessitano un'alta probabilità di quanto si chiede, oltre che una rapida riscontrabilità. In precedenza una fattura, regolare dal punto di vista amministrativo e fiscale, era considerata documento valido per la richiesta di un decreto ingiuntivo; attualmente, per l'opposizione al decreto ingiuntivo o per il giudizio di merito, si richiede un estratto notarile delle scritture contabili. Anche il telefax non è più considerato sufficiente per l'emanazione del decreto ingiuntivo. Da notare che la prova scritta richiesta per il decreto ingiuntivo non è la "prova documentale" richiesta nel rito di cognizione ordinario: il concetto di prova scritta è molto più ampio ed include delle fonti di prova (come ad esempio il registro contabile autenticato da notaio) che non potrebbero mai trovare posto nel rito di cognizione ordinario come prove documentali (questo perché si vuole facilitare la prova dell'esistenza del credito in sede di procedimento ingiuntivo).

Inoltre bisogna ricordare che la legge espressamente deroga l'obbligo di fornire prova scritta in tutti i casi in cui il credito sia sorto a seguito di una consulenza ad una parte nel processo (l'avvocato o il tecnico che ha fatto una perizia per un soggetto che è parte in un processo non hanno bisogno di dimostrare il loro credito con una prova scritta).
- Il terzo ed eventuale è prevista nel caso in cui il diritto nasca per una controprestazione: in questo caso il creditore deve provare l'avvenuto adempimento da parte propria della controprestazione.

### Competenza
Il ricorso per ottenere un decreto ingiuntivo deve essere presentato al giudice che sarebbe competente se la causa venisse trattata nel rito ordinario (quindi bisogna rispettare le competenze per territorio, per valore, per materia classiche). Una particolarità è quella dell'avvocato che può richiedere l'emissione del decreto ingiuntivo non al giudice territorialmente competente nel luogo in cui ha residenza il convenuto (foro generale) bensì dinanzi al giudice territorialmente competente nel luogo in cui c'è l'albo degli avvocati al quale è iscritto.
Il decreto ingiuntivo vero e proprio dovrebbe, a norma di legge, essere scritto dal giudice. All'avvocato spetta solamente di scrivere il ricorso per ottenerlo.
Se però un avvocato provasse a presentare un ricorso per ottenere un'ingiunzione senza aver già egli redatto il decreto ingiuntivo potrebbe succedergli di aspettare in vana attesa, perché il giudice potrebbe non emettere il decreto, spiegando tale ritardo col fatto che il decreto non era già stato scritto dal ricorrente sotto al ricorso. E potrebbe capitare che, una volta che il ricorrente provveda in tal senso, a quel punto il decreto venga emesso in un attimo.
L'ordinamento italiano non prevede che, a seguito di richiesta della parte proponente ricorso, il giudice nel procedimento civile ovvero nel penale dove ricorrano sanzioni pecuniarie, possa emettere un decreto ingiuntivo contestuale nell'ambito dello stesso procedimento che accerta l'esistenza di un credito di una parte verso l'altra. Il giudice naturale precostituito per legge a valutare le istanze di ingiunzione è quello competente del rito ordinario, e la sentenza stessa al termine del procedimento giudiziale è ritenuta un titolo esecutivo, in quanto è di prassi che da sola sia valutata come una prova scritta sufficiente alla parte creditrice per ottenere un successivo decreto di ingiunzione. Il giudice del merito dovrebbe valutare oltre al tipo di danno (patrimoniale, esistenziale, biologico, morale, ecc.), quantificare il danno e l'entità del risarcimento, esaminare anche l'esigibilità del credito e la sua natura di credito alimentare, vale a dire l'esistenza di un ‘periculum in mora’’ tale da rendere il decreto di ingiunzione immediatamente esecutivo.
Il procedimento produrrebbe due distinti atti finali, una sentenza e un decreto ingiuntivo, esecutivo dopo i 60 giorni canonici dalla notifica ovvero immediatamente, avente vita propria e opponibile separatamente. Questo avrebbe il duplice vantaggio di ridurre i tempi di riscossione del credito, ed evitare che l'opposizione al decreto ingiuntivo in primo grado e nei procedimenti di appello, si trasformi in un moltiplicatore di processi, e di fatto in un terzo e quarto grado di giudizio; il secondo vantaggio deriverebbe dalla presenza di entrambe le parti in contraddittorio, esclusa dalla prima fase del procedimento ingiuntivo. Stante la presunzione di buona fede del debitore e l'insorgere di nuovi oneri a seguito della richiesta della parte proponente il ricorso, è pacifico che siano a carico di quest'ultima, e non della parte soccombente, gli oneri relativi all'accertamento dell'esigibilità del credito e della sussistenza del ‘'periculum in mora'’. Sebbene sia di prassi, nessuna norma prevede e risolve l'incongruenza fra il valore di prova legale nel procedimento d'ingiunzione per le perizie e consulenze svolte durante i procedimenti, non attribuito invece alla sentenza con la quale detto procedimento si conclude. Se la prima fase del procedimento ingiuntivo è inaudita altera parte, nel caso di una sentenza è evidente che questa non possa essere sottoposta al libero apprezzamento di altro giudice (se non di quello preposto in appello) e che questa sia prova legale in quanto il contraddittorio fra le parti si è comunque svolto in un procedimento antecedente.

### L'emissione
Nel caso in cui il giudice ritenga fondata la richiesta del ricorrente emette il decreto ingiuntivo che si sostanzia in una ingiunzione ad adempiere entro 40 giorni dalla notifica altrimenti il decreto diventerà un titolo esecutivo (e quindi idoneo a richiedere una esecuzione forzata). Infatti il decreto nella norma non è "immediatamente esecutivo" quindi non consente al creditore di procedere al pignoramento immediato dei beni del debitore. È possibile richiedere la immediata esecutività (e quindi la possibilità di cominciare un procedimento d'esecuzione forzata immediatamente, senza aspettare che decorra il termine per l'opposizione) nel caso in cui il credito è giustificato da una cambiale, da un assegno, certificato di liquidazione di borsa, su atto ricevuto da notaio o da altro pubblico ufficiale autorizzato  (art. 642 c.p.c.) o da un documento sottoscritto dal debitore nel quale si ammette l'esistenza del credito. La giurisprudenza considera documenti sottoscritti dal debitore le promesse di pagamento, i contratti e i documenti di trasporto firmati dal destinatario delle merci. Difficilmente un Giudice emetterà un decreto ingiuntivo provvisoriamente esecutivo in virtù della semplice esibizione delle scritture contabili o delle fatture elettroniche del creditore. 
Caso differente di decreto ingiuntivo provvisoriamente esecutivo è regolato dall'art. 63 delle disposizioni di attuazione del codice civile in materia di recupero crediti condominiale. Ulteriore ipotesi in cui può essere concessa la provvisoria esecutività si ha nel caso in cui il creditore provi il periculum in mora.
Il ricorrente ha 60 giorni di tempo (a pena di inefficacia) per notificare il decreto e dal momento della notifica cominciano a contarsi i 40 giorni utili per l'opposizione.

## Il giudizio di opposizione

### Procedimento
L'opposizione ad un decreto ingiuntivo si propone, davanti all'ufficio giudiziario che ha emesso il decreto, mediante atto di citazione (art. 645 c.p.c.) entro i termini previsti nel decreto stesso (di solito 40 giorni). La citazione in opposizione va notificata al ricorrente nei luoghi di cui all'art 638 c.p.c. In seguito all'opposizione il giudizio si svolge secondo le norme del procedimento ordinario davanti al giudice adito; con gli stessi termini (precedentemente al 2011 erano ridotti a metà). Questa è la seconda fase del procedimento monitorio (la prima è quella ingiuntiva, la seconda è quella con rito classico).
È interessante notare come si assista ad un'inversione formale delle parti perché il debitore opponente diventa attore (perché propone la domanda di opposizione con atto di citazione) mentre il creditore diventa il convenuto (perché deve difendersi da quello che dice l'attore) tuttavia il debitore nel suo atto di citazione conterrà i fatti estintivi della richiesta creditoria così come dovrebbe essere in realtà una comparsa di risposta (cioè l'atto di costituzione del convenuto resistente). Nella seconda fase, proprio perché si svolge secondo le regole tipiche del rito ordinario, non potranno essere proposte semplici prove scritte ma solo prove documentali (quindi il creditore che aveva ottenuto il decreto ingiuntivo in forza di una prova scritta non annoverabile tra le prove documentali difficilmente riuscirà a vincere anche la fase del rito ordinario senza un'altra prova ammissibile).
Il giudice istruttore, su istanza dell'opponente, quando ricorrono gravi motivi, può sospendere con ordinanza non impugnabile l'esecuzione provvisoria del decreto ingiuntivo concessa a norma dell'art 642 (art. 649 c.p.c.). Esattamente al contrario il giudice può, nel caso in cui il giudice non abbia garantito la provvisoria esecutività, concederla durante il giudizio di opposizione qualora il creditore provi il periculum in mora.

### Caso particolare: gli onorari degli avvocati
La Legge 13 giugno 1942, n. 794 di disciplina delle tariffe forensi ha previsto che gli avvocati possano avvalersi, in alternativa al procedimento di ingiunzione, di un rito speciale da essa regolato, il quale deve essere seguito anche nel caso in cui il professionista abbia, invece, optato per il decreto ingiuntivo, ma l'ingiunto abbia proposto opposizione. Alla fine il giudice potrà rigettare il ricorso e quindi legittimare l'esecutività del decreto, oppure potrà accogliere la richiesta in parte e quindi ridimensionare il decreto oppure potrà annullarlo del tutto. La sentenza della Suprema Corte di Cassazione - seconda sezione civile - n. 21954 del 16 ottobre 2014 ha stabilito che tale rito si possa estendere anche ai contenziosi relativi a compensi inerenti prestazioni stragiudiziali.
A proprio favore l'opponente può produrre le quietanze di pagamento regolarmente rilasciate dal creditore e in casi eccezionali e circostanziati fare ricorso alla prova testimoniale.

## Decreto ingiuntivo europeo
Il Regolamento ingiunto CE n. 1896/2006 istituisce un procedimento europeo di ingiunzione di pagamento. Fra le principali novità:
- Il procedimento si svolge con l'utilizzo di modulistiche standardizzate.
- L'ingiunzione è un titolo esecutivo, che non necessita di dichiarazione di esecutività, e deve essere riconosciuto in ogni Stato membro.
- Il giudice emette il decreto «sulla base delle mere informazioni fornite dal ricorrente, non verificate». Pertanto, non sono previsti requisiti di prova scritta e certa, che il giudice deve apprezzare prima di emettere un decreto ingiuntivo;
- «Crediti pecuniari in causa devono essere liquidi ed esigibili alla data in cui la domanda di ingiunzione di pagamento europea viene introdotta»: non è previsto che il credito debba essere certo e accertabile, resta il solo requisito dell'esigibilità.
- È fissato un termine obiettivo non perentorio di 30 giorni per la durata del procedimento di ingiunzione. Il termine per l'opposizione è ridotto da 40 a 30 giorni.
- È introdotta la notifica senza prova di ricevimento: nella cassetta postale, o con raccomandata a mano nel domicilio o locali commerciali, anche a un convivente o dipendente.
- Il convenuto non è tenuto a motivare l'opposizione al decreto ingiuntivo.
- L'opposizione sospende l'esecutività, senza eccezione per i crediti per i quali il diritto dello Stato membro deroga questa prassi (in Italia, per i crediti condominiali).

## Rigetto
Il giudice può chiedere al ricorrente un'integrazione delle prove scritte. In assenza di queste o se ritiene la domanda insufficientemente giustificata, rigetta il ricorso. Il rigetto non pregiudica al ricorrente la possibilità di adire le vie ordinarie, oppure di proporre un nuovo decreto ingiuntivo, anche relativi al medesimo soggetto/parti e/o giudice senza ulteriori integrazioni di prova. Analogamente, per l'ingiunzione europea, non si può presentare opposizione contro il rigetto, ma il ricorrente può proporre una nuova domanda d'ingiunzione. Non è motivo di rigetto della domanda la incompatibilità con una decisione o ingiunzione pronunciata in precedenza in qualsiasi altro Stato membro o in un paese terzo, riconosciuta ed avente lo stesso oggetto e parti. È invece sufficiente per dichiarare la non-esecutività dell'ingiunzione nello Stato membro competente.

## Conseguenze della mancata opposizione
Ex art 647 cpc, se non è stata fatta opposizione nel termine stabilito, oppure l'opponente non si è costituito, il giudice che ha pronunciato il decreto, su istanza anche verbale del ricorrente, lo dichiara esecutivo. Nel primo caso il giudice deve ordinare che sia rinnovata la notificazione, quando risulta o appare probabile che l'intimato non abbia avuto conoscenza del decreto. Quando il decreto è stato dichiarato esecutivo ai sensi dell'art 647, l'opposizione non può essere più proposta né proseguita, salvo il disposto dell'art 650, e la cauzione eventualmente prestata è liberata.

### La preclusionepro iudicato
Parte della dottrina afferma che un decreto ingiuntivo o un'ordinanza di convalida di sfratto non opposti sono idonei ad acquistare efficacia di giudicato sostanziale tra le parti così come la sentenza passata in giudicato art.2909 c.c..
Tale tesi non è accettata dal Prof. Proto Pisani il quale invece ritiene che tali provvedimenti darebbero luogo ad un fenomeno analogo ma non identico al giudicato ovvero alla "preclusione pro iudicato".
La differenza è di natura quantitativa e non qualitativa.
Qualora infatti venga fatto valere un diritto in giudizio non attraverso la forma ordinaria ma attraverso un procedimento sommario non cautelare, il giudicato si forma soltanto in ordine al diritto fatto valere in giudizio non estendendosi al rapporto pregiudiziale. Occorre precisare però che l'efficacia di giudicato di una sentenza, resa in seguito ad un giudizio con forma ordinaria, riguardo ai rapporti pregiudiziali, non è pacifica. Nel caso in cui vi sia pregiudizialità in senso tecnico, che presuppone l'esistenza di due rapporti giuridici completamente differenti, la sentenza resa nel giudizio principale avrà efficacia di giudicato limitata all'oggetto del giudizio principale stesso; nel caso di pregiudizialità logica, riguardante due rapporti dipendenti e parti un rapporto giuridico complesso, la sentenza avrà piena efficacia di giudicato anche relativamente all'oggetto del giudizio pregiudiziale, instaurandosi fra i due giudizi un nesso di stretta interdipendenza.
Ad esempio:
Tizio agisce in giudizio in via ordinaria per ottenere da Caio il pagamento a cui ha diritto sulla base di un contratto di compravendita precedentemente stipulato; in questo caso la sentenza andrà ad accertare non solo il diritto di Tizio al pagamento del prezzo, ma anche la questione relativa all'esistenza e alla validità del contratto di compravendita. Se Tizio avesse agito in via sommaria non cautelare proponendo decreto ingiuntivo nei confronti di Caio, l'accertamento contenuto nel decreto si sarebbe limitato al diritto al pagamento del prezzo, non estendendosi all'esistenza e alla validità del contratto.

### L'opposizione tardiva
Se il debitore destinatario del decreto ingiuntivo riesce a dimostrare che la notifica è invalida o che non si è costituito per cause di forza maggiore allora il giudice che ha emanato il decreto può, con ordinanza, rimettere nei termini il debitore che ha quindi la possibilità di opporsi al decreto ingiuntivo.
Questa possibilità è concessa al debitore entro i primi 10 giorni successivi al primo atto dell'esecuzione forzata.

### I mezzi di impugnazione straordinari
Il decreto ingiuntivo divenuto esecutivo può impugnarsi per revocazione nei casi indicati nei nn. 1, 2, 5, 6 dell'art 395 c.p.c. e con opposizione (diritto) nei casi previsti dal secondo comma dell'art. 404 c.p.c.